# Ludwig Dietrich von Pfuhl
Ludwig Dietrich von Pfuhl (* 5. Dezember 1669; † Oktober 1745) war kaiserlicher Feldmarschallleutnant und Kommandant der Festung Kehl.
Sein Vater war der lippische Landdrost George Ehrenreich von Pfuhl (* 1646), Herr auf Helfta und Polleben. Der General Adam von Pfuel war sein Großvater.
Ludwig Dietrich von Pfuhl verbrachte seine Jugend am württembergischen Hof und wurde 1699 Oberst und Kommandeur der herzoglichen Leibgarde. 1707 machte der Herzog ihn zum General des Schwäbischen Kreises und zum Gesandten am kaiserlichen Hof in Wien. Im November 1731 wurde er Nachfolger des General von Rodt als Kommandeur der Festung Kehl. Die Festung wurde 1733 von den Franzosen belagert und so musste Pfuhl am 29. Oktober 1733 ehrenvoll kapitulieren. Kurz danach, am 2. Januar 1734 wurde er vom Kaiser zum Feldmarschall-Leutnant ernannt. Er nahm als solcher dann am Rheinfeldzug von 1734/35 teil.
Pfuhl starb im Jahr 1745, er war zweimal verheiratet. Seine zweite Frau wurde im Jahr 1719 Maria Luise Johanna Josepha von Grävenitz (* 19. März 1705; † 19. September 1746), Tochter des Präsidenten Friedrich Wilhelm von Grävenitz.